# Volsemenhusen
Volsemenhusen är en kommun och ort i Kreis Dithmarschen i förbundslandet Schleswig-Holstein i Tyskland.
Kommunen bildades 1970 genom en sammanslagning med de tidigare kommunerna Kannemoor, Norderwisch, Rösthusen och Süderwisch.
Kommunen ingår i kommunalförbundet Amt Marne-Nordsee tillsammans med ytterligare 12 kommuner.